# 11世纪
| 千纪： | 1千纪 \| 2千纪 \| 3千纪                                                                                              |
| 世纪： | 8世纪 \| 9世纪 \| 10世纪 \| 11世纪 \| 12世纪 \| 13世纪 \| 14世纪                                                     |
| 年代： | 1000年代 \| 1010年代 \| 1020年代 \| 1030年代 \| 1040年代 \| 1050年代 \| 1060年代 \| 1070年代 \| 1080年代 \| 1090年代 |

1001年1月1日至1100年12月31日的这一段期间被称为11世纪。
十一世紀前期中國方面雖由宋朝統一,但北方仍有契丹族建立遼國，使宋朝受到威脅。
歐洲方面，基督教王國為了從伊斯蘭勢力手中奪回聖地耶路撒冷，派遣多次十字軍東征。此外，伊比利半島境內也對伊斯蘭勢力發起收復失去國土的復地運動。

## 重要事件、發展與成就
- - 南美洲的印加帝國文明興起。
- 科學技術
  - 中國北宋時期的畢昇發明活字印刷術。

- 戰爭與政治

- - 1055年，西亞地區塞爾柱帝國建立
  - 1069年，王安石變法
  - 1096年，第一次十字军东征開始
  - 1099年，第一次十字軍東征結束

- 公元11世紀的天災人禍

- 文化娛樂

- 社會與經濟
  - 資本主義的萌芽
- 疾病與醫學

- 環境與自然資源

- 宗教與哲學
  - 第一次基督教分裂